# 留住有情人
《留住有情人》（法語：Fanfan）是一部1993年法國浪漫喜劇電影，由亚历山大·雅尔丹編劇和導演，苏菲·玛索和文森特·佩雷斯主演。本片改編自導演1990年的暢銷小說，該小說被翻譯成二十多种語言。

## 剧情
亚历山大（文森特·佩雷斯饰）對他的未婚妻洛尔（玛丽娜·德尔泰姆飾）感到沮喪，她觉得一雙拖鞋就是浪漫的情人節禮物。他們最初求愛的激情和魔力已經被生活的乏味和無聊所取代。亞歷山大想要逃离，便拜访了他的朋友蒂（热拉尔·塞蒂饰）和莫德（米舍利娜·普雷勒饰）的海濱小屋。在那裡，他遇到了年輕女子芳芳（苏菲·玛索饰），她是莫德的孫女，也是莫德學校的學生，正在學習成為調香師。雖然那天晚上他們睡在同一張床上，但亞歷山大避免了身體接觸。
第二天，芳芳帶亞歷山大去一棟廢棄的老房子，在她安静舒适的生活“藏身处”，他们对彼此有了更多了解。回到自己的公寓，亞歷山大发现他的未婚妻在卧室里打扮成意大利应召女郎，希望这个把戏能激发他的性欲，使他们的关系恢复活力，但这个把戏并不奏效。后来在她父母的房子里，亚历山大对洛尔的父亲说他要加入殡葬业，对婚姻的黯淡前景更加灰心了。
與此同時，芳芳向朋友坦白她愛上了亞歷山大。然而，對於亞歷山大來說，事情要復雜得多。他向蒂解釋說，他過去的關係都遵循著同樣令人失望的模式——一旦變成性關係，一開始的誘惑和激情就不可避免地被生活的乏味和無聊所取代。當被問及替代方案是什麼時，亞歷山大提出了他的解決方案：柏拉图式恋爱。為了避免在與芳芳的新戀情中出現“夫妻關係”的陳詞濫調，他將永遠追求她，而不會表露對她的愛。他永遠不會親吻她或將他們的關係提升到肉體層面，理由是未滿足的慾望會帶來興奮。他的肉体會留在洛尔身邊，但會永遠愛著芳芳。
亚历山大和芳芳在一間漂亮的高檔公寓約會，亚历山大說這是他父親的。芳芳透露她生活中的私密細節，亞歷山大準備了她最喜歡的所有食物，兩人在燭光下度過了一個浪漫的夜晚。然而，當公寓的主人帶著他的妻子回家時，完美的夜晚被打斷了。他的妻子報警时，亞歷山大和芳芳逃跑了。
亚历山大給芳芳蒙上眼睛，開車送她到一家電視演播室，那裡的場景設計為1813年的維也納。他給她穿上舞廳禮服，摘下眼罩，然後他們一起跳華爾茲，深情地凝視著對方的眼睛。他们在想象中的阳台上喝下一瓶香槟，俯瞰想象中的维也纳，结束了这个神奇的夜晚，亚历山大提议为他们的“友谊”举杯，芳芳顯然對亞歷山大談論“友誼”感到失望和惱火，她要求送她去她朋友保羅的家——保羅是一位正在對她進行裸體研究的雕塑家。
亞歷山大回到家中，看到同樣惱火的洛尔，洛尔懷疑他和另一個女人在一起。亞歷山大承認了，但向她保證不會有任何結果。當洛尔計劃他們的婚禮時，亞歷山大意识到他們變成了她的父母。洛尔知道出了什麼問題，她說：“我希望我不是你的，這樣你就會再次想要我。” 與此同時，芳芳向莫德抱怨亞歷山大的怪異行為。與亞歷山大不同，芳芳相信“對生活永恆的激情”。芳芳從莫德那裡得知，亞歷山大已經和洛尔同居了五年。
亚历山大和芳芳繼續以朋友的身份交往，但“友誼”只會帶來更多挫折。他們在一家餐廳見面，芳芳給他下了最後通牒：他必須在洛尔和她之間做出選擇。虽然亞歷山大聲稱只想要友誼，但芳芳还是知道他被她所吸引。後來，當她不注意時，亞歷山大在她的飲料裡倒了安眠藥，她在回家的路上沉沉睡去。她在小屋的海灘上醒來，亞歷山大在那裡看著她，並在她的背上性感地塗抹防曬霜。在芳芳半裸的诱惑下，他准备亲吻她，这时洛尔突然乘船而来，宣布婚礼计划已经确定，而且她已经怀孕。在向这对夫妇表示祝贺后，芳芳厌恶地离开了。
由於無法專心學習，芳芳未能通過調香師期末考試。與此同時，亚历山大發現洛尔的懷孕是假的，他扔掉喜帖，洛尔取消了婚禮。亞歷山大看到芳芳登上了去意大利的大巴，追了上去。當他到達下一站的公共汽車時，他却沒有上車，公共汽車開走了。後來，蒂警告他，芳芳不会一直等下去。當亞歷山大得知她將在意大利停留十天時，他開始了他的下一個計劃。他租下了芳芳隔壁的房间，拆掉隔牆，安裝了一面雙向鏡子，這樣他就可以在不被發現的情況下看到她的公寓。
從意大利回來後，芳芳和亞歷山大安排好朋友一起去海灘小屋度週末。然而在火車站，芳芳帶來了她的雕塑家朋友保羅，這讓亞歷山大大吃一驚。亞歷山大顯然很失望和嫉妒，他告訴她他和洛尔已經分手了，她的懷孕是個謊言。芳芳乾脆應道：“太晚了。” 在海邊，保羅宣布他和芳芳要結婚了，但回到公寓，亞歷山大通過雙向鏡子發現他們的婚禮計劃只是讓亞歷山大嫉妒的計謀，芳芳仍然愛著他。
芳芳得知雙向鏡後，與躲藏在鏡子後面的亞力山大對峙。他承認那天他沒有登上去意大利的公共汽車，因為他知道五年後他就不会再追趕公共汽車了。他們隔著玻璃溫柔地親吻和擁抱，但凡凡說她想要更多。“我需要感覺到你在我體內，”她說，但亞歷山大没有回應。氣急敗壞的芳芳又向他下了最後通牒：如果他晚上10:00之前不出现在她的房間，他就再也見不到她了。亚历山大沒有出現，當他回到他的公寓時，他看到她已經搬走了，並留下一張紙條說她要去見她姊妹。亚历山大對她的離去感到非常震驚，她打電話給莫德才得知芳芳的姊妹已經死了，说要去見她其实是想自杀。亚历山大想象着穿过无尽的面纱去找芳芳，并为来不及触摸她活着的身体而哭泣。就在這時，鏡子裂開了——芳芳打破了他們之間的玻璃牆。兩人親吻擁抱，芳芳告訴他，他必须在明天早上之前把她赢回来。

## 演员
- 苏菲·玛索 饰 芳芳
- 文森特·佩雷斯 饰 亚历山大
- 玛丽娜·德尔泰姆（英语：Marine Delterme） 饰 洛尔
- 热拉尔·塞蒂（英语：Gérard Séty） 饰 蒂
- 布律諾·托代斯基尼（英语：Bruno Todeschini） 饰 保罗
- 米舍利娜·普雷勒（英语：Micheline Presle） 饰 莫德
- 热拉尔·卡约（英语：Gérard Caillaud） 饰 洛尔的父亲
- 蒂埃里‧莱尔米特（英语：Thierry Lhermitte）